# 奇兹毛迪奥·伊什特万
奇兹毛迪奥·伊什特万（匈牙利語：Csizmadia István，1944年12月16日—），匈牙利男子皮划艇运动员。他曾代表匈牙利参加1968年夏季奥林匹克运动会皮划艇比赛，获得一枚铜牌。